# Waalse kerk (Oostburg)
De Waalse kerk was een kerkgebouw aan de Brouwerijstraat in de tot de Nederlandse gemeente Sluis behorende plaats Oostburg.

## Geschiedenis
De Waalse kerk is ontstaan als reactie op de toevloed van Hugenoten uit Frankrijk, na de herroeping van het Edict van Nantes (1685). Velen van hen vluchtten naar de Republiek der Nederlanden en belandden vaak als eerste in Staats-Vlaanderen. Vanaf 1689 hielden ze kerkdiensten in dit gebouw, in de Franse taal. In 1803 werd de kerk buiten gebruik gesteld omdat de Waalse kerk opging in de Nederduitse Gereformeerde Kerk, waaruit de Nederlandse Hervormde Kerk ontstond.
In 1804 werd de kerk daarom verkocht aan de katholieken, die hier tot 1886 hun diensten hielden, waarna zij een nieuwe, grotere kerk, de Sint-Eligiuskerk betrokken. Vervolgens deed de Waalse kerk dienst als graanbeurs, maar in 1944 werd ze, ten gevolge van bombardementen in het kader van de Slag om de Schelde, verwoest.